# Die erzürnten Elfen
Die erzürnten Elfen ist ein Märchen. Es ist in den Irischen Elfenmärchen der Brüder Grimm an zweiter Stelle enthalten, die sie 1825 aus Fairy legends and traditions of the South of Ireland von Thomas Crofton Croker übersetzten.

## Inhalt
Der sitten- und furchtlose Caroll O’Daly begegnet nachts auf dem Weg nach Kilmallock einem Reiter, der zu den Elfen auf den Knockfierna will. Er folgt ihm und wirft einen Stein in den Schacht, der zurückfliegt und ihm auf Lebenszeit die Nase eindrückt.

## Anmerkung
Nach Grimm: Knockfierna heißt 'Berg der Wahrheit'. Caroll O’Daly und sein Geschlecht kennt man in irischen Sagen und Liedern für ihren Mut.
Der Held nennt die Elfen im Text spöttisch die kleinen Rotkäppchen.